# Liuboivanivka, Arbuzînka
Liuboivanivka (în ucraineană Любоіванівка) este o comună în raionul Arbuzînka, regiunea Mîkolaiiv, Ucraina, formată numai din satul de reședință.

## Demografie
Componența lingvistică a comunei Liuboivanivka
     Ucraineană (95,61%)
     Rusă (1,22%)
     Alte limbi (0,24%)
Conform recensământului din 2001, majoritatea populației comunei Liuboivanivka era vorbitoare de ucraineană (95,61%), existând în minoritate și vorbitori de armeană (2,68%) și rusă (1,22%).